# Lechriodus platyceps
A Lechriodus platyceps a kétéltűek (Amphibia) osztályának békák (Anura) rendjébe, a mocsárjáróbéka-félék (Limnodynastidae) családjába, azon belül a Lechriodus nembe tartozó faj.

## Előfordulása
A faj  az indonéziai Új-Guinea szigetének középső és nyugati területein emelkedő hegységekben honos.

## Természetvédelmi helyzete
A vörös lista a nem fenyegetett fajok között tartja nyilván. Több védett területen is megtalálható, köztük az Arfak-hegyi Nemzeti Parkban.